# Argyreia eriocephala
Argyreia eriocephala är en vindeväxtart som beskrevs av Cheng Yih Wu. Argyreia eriocephala ingår i släktet Argyreia och familjen vindeväxter. Inga underarter finns listade i Catalogue of Life.